# Harar (Region)
Der Nationale Regionalstaat des Harari-Volkes (amharisch የሐረሪ ህዝብ ክልላዊ መንግስት yä-Ḥaräri Hǝzb Kǝllǝlawi Mängǝst, Oromo Mootummaa Naannoo Ummata Hararii, englisch Harari People's National Regional State) ist eine der elf Verwaltungsregionen in Äthiopien. 
Er liegt im Osten des Landes und umfasst die historisch bedeutende Stadt Harar und deren Umland. 
Die Titularnation stellen die Aderi, die die eigene Sprache Harari sprechen.
Laut Volkszählung von 2007 waren 56,41 % (103.421) der Bevölkerung Oromo, 22,77 % (41.755) Amharen, 8,65 % (15,858) Aderi, 4,34 % (7.949) Gurage und 3,87 % (7.102) Somali. 69 % waren Muslime und 27,1 % Orthodoxe. 49,5 % lebten in ländlichen Gebieten. Das jährliche Bevölkerungswachstum lag 1994–2007 bei 2,6 % und entspricht damit dem nationalen Durchschnitt.

## Politik
Präsidenten des Exekutivkomitees
- Haji Gotu in den 1990er Jahren
- Abdulahi Idris Ibrahim 199x–September 1999
- Gazali Mohammed September 1999–September 2000
- Nuria Abdulahi (Präsidentin) September–Oktober 2000
- Fuad Ibrahim Oktober 2000 – 3. Oktober 2005
- Murad Abdulhadi (von der Nationalliga der Harari) 3. Oktober 2005–heute[2]

Das regionale Parlament von Harar setzt sich seit den Wahlen von 2005 wie folgt zusammen:
| Partei oder Bündnis                         | Sitze (36) | Anteil |
| ------------------------------------------- | ---------- | ------ |
| Nationalliga der Harari                     | 18         | 50 %   |
| Demokratische Organisation des Oromovolkes  | 14         | 38,9 % |
| Koalition für Einheit und Demokratie        | 3          | 8,3 %  |
| Vereinigte Äthiopische Demokratische Kräfte | 1          | 2,8 %  |